# Survivor: Borneo
Survivor: Borneo foi a primeira temporada do reality show americano Survivor.  Originalmente, transmitida apenas com o nome de Survivor teve, mais tarde, seu título oficial mudado para Survivor: Pulau Tiga para distinguir esta temporada das subsequentes. Com a gravação da décima temporada do programa, Survivor: Palau, teve novamente seu nome alterado para Survivor: Borneo para evitar confusões pela homonomia dos títulos. O programa começou a ser gravado em 13 de março de 2000 e terminou em 20 de abril do mesmo ano tendo sua transmissão realizada no mês seguinte pela rede de televisão americana CBS.
As gravações ocorreram no Mar da China Meridional na remota ilha malasiana de Pulau Tiga, estado de Sabah, alguns quilômetros ao norte da costa de Bornéu, Malásia. A temporada foi lançada em DVD em 11 de maio de 2004.
Dezesseis participantes foram selecionados e divididos em duas tribos denominadas Tagi e Pagong, que representavam os nomes das praias onde cada grupo iria habitar durante a disputa. Quando os dez competidores remanescentes foram fundidos em uma única tribo, Jenna Lewis e Sean Kenniff, denominaram a nova tribo de Rattana, devido a grande quantidade da planta ratã (rattan, em inglês) encontrada na ilha.
Após 39 dias de competição, o treinador corporativo Richard Hatch foi votado como último sobrevivente e ganhador do prêmio de um milhão de dólares, derrotando a guia de rafting Kelly Wiglesworth por 4-3 votos no Conselho Tribal final transmitido no dia 23 de agosto de 2000. Esse episódio obteve os maiores índices de audiência de toda história do programa com média de 51,7 milhões de telespectadores. Posteriormente, foi noticiado que, aproximadamente, 125 milhões de pessoas assistiram, ao menos, alguma parte do programa. Em 2006, foi revelado que Richard Hatch não declarou os impostos sobre o prêmio conquistado no programa e, consequentemente, foi condenado a 51 meses de prisão.

## Participantes
- B.B. Andersen - 64 anos - Missions Hill, Kansas
- Colleen Haskell - 23 anos - Miami Beach, Flórida
- Dirk Been - 23 anos - Spring Green, Wisconsin
- Gervase Peterson - 30 anos - Willingboro, Nova Jersey
- Greg Buis - 24 anos - Gold Hill, Colorado
- Gretchen Cordy - 38 anos - Clarksville, Tennessee
- Jenna Lewis - 22 anos - Franklin, New Hampshire
- Joel Klug - 27 anos - Sherwood, Arkansas
- Kelly Wiglesworth - 22 anos - Las Vegas, Nevada
- Ramona Gray - 29 anos - Edison, Nova Jersey
- Richard Hatch - 39 anos - Middletown, Rhode Island
- Rudy Boesch - 72 anos - Virginia Beach, Virginia
- Sean Kenniff - 30 anos - Carle Place, Nova Iorque
- Sonja Christopher - 63 anos - Walnut Creek, Califórnia
- Stacey Stillman - 27 anos - San Francisco, Califórnia
- Susan Hawk - 34 anos - Palmyra, Wisconsin

### Processo de Seleção
Aproximadamente seis mil pessoas se inscreveram para participar do programa e, aproximadamente 800 foram selecionadas para uma entrevista pela rede de TV CBS. Destes 800, cerca de 48 semi-finalistas foram selecionados para irem a Los Angeles onde, finalmente, 16 pessoas (mais dois suplentes) foram selecionadas para participar do programa.

### Aparições futuras
Richard Hatch, Rudy Boesch, Susan Hawk e Jenna Lewis retornaram para a oitava temporada do programa, Survivor: All-Stars em 2004.
Rudy Boesch foi o primeiro ex-Survivor: Borneo a ser eliminado desta competição, no dia 6. Richard Hatch foi quarto eliminado do jogo, sendo votado para fora no dia 15. Nesta temporada, Susan Hawk desistiu do jogo no dia 16, após se envolver em uma questão polêmica com Richard Hatch. Durante um desafio que, em determinados momentos, exigia um possível contato físico com outros participantes, Richard Hatch tirou todas suas roupas para tentar ganhar vantagem contra seus adversários. Em dada altura da prova, Richard se encostou em Susan e isso, alguns dias depois, mostrou ter afetado sobremaneira a competidora que, após um discurso revoltado, desistiu do jogo e do prêmio de um milhão de dólares. Jenna Lewis foi a ex-participante de Borneo que ficou melhor colocada. Ela foi eliminada no dia 38 pelo voto de Rob Mariano que preferiu levar Amber Brkich para o Conselho Tribal Final ao invés de Jenna.
Em 2013, 13 anos após sua participação original, Gervase Peterson retornou na vigésima-sétima temporada do programa, Survivor: Blood vs.  Water, onde competiu juntamente com sua sobrinha, Marissa Peterson. Gervase chegou ao Conselho Tribal final e pode defender seu jogo, todavia não recebeu nenhum voto do júri e terminou na terceira colocação.
Em 20 de maio de 2015, durante a transmissão ao vivo da final de Worlds Apart, foi revelado que Kelly Wiglesworth foi escolhida, por votação do público, para integrar o elenco de Survivor: Cambodia - Second Chance. Ela conquistou uma segunda chance de competir pelo prêmio 15 anos após sua participação inicial. Kelly foi a nona eliminada da temporada e se tornou a terceira integrante do júri, votando por Jeremy Collins na final.

## Progresso dos Participantes
| Participante      | Tribo Original | Tribo Pós-Fusão | Colocação Final                        | Total de Votos |
| ----------------- | -------------- | --------------- | -------------------------------------- | -------------- |
| Sonja Christopher | Tagi           |                 | 1ª Eliminada Dia 3                     | 4              |
| B.B. Andersen     | Pagong         |                 | 2º Eliminado Dia 6                     | 6              |
| Stacey Stillman   | Tagi           |                 | 3ª Eliminada Dia 9                     | 6              |
| Ramona Gray       | Pagong         |                 | 4ª Eliminada Dia 12                    | 6              |
| Dirk Been         | Tagi           |                 | 5º Eliminado Dia 15                    | 4              |
| Joel Klug         | Pagong         |                 | 6º Eliminado Dia 18                    | 4              |
| Gretchen Cordy    | Pagong         | Rattana         | 7ª Eliminada Dia 21                    | 4              |
| Greg Buis         | Pagong         | Rattana         | 8º Eliminado 1º Membro do Júri Dia 24  | 6              |
| Jenna Lewis       | Pagong         | Rattana         | 9ª Eliminada 2º Membro do Júri Dia 27  | 11             |
| Gervase Peterson  | Pagong         | Rattana         | 10º Eliminado 3º Membro do Júri Dia 30 | 6              |
| Colleen Haskell   | Pagong         | Rattana         | 11ª Eliminada 4º Membro do Júri Dia 33 | 7              |
| Sean Kenniff      | Tagi           | Rattana         | 12º Eliminado 5º Membro do Júri Dia 36 | 9              |
| Susan Hawk        | Tagi           | Rattana         | 13ª Eliminada 6º Membro do Júri Dia 37 | 5              |
| Rudy Boesch       | Tagi           | Rattana         | 14º Eliminado 7º Membro do Júri Dia 38 | 8              |
| Kelly Wiglesworth | Tagi           | Rattana         | 2ª Colocada                            | 0              |
| Richard Hatch     | Tagi           | Rattana         | Último Sobrevivente — Sole Survivor    | 6              |

O Total de Votos é o número de votos que o competidor recebeu durante os Conselhos Tribais onde ele era elegível para ser eliminado do jogo. Não inclui os votos recebidos durante o Conselho Tribal Final

## Resumo do Jogo
| Títulos dos episódios   | Data de exibição     | Provas           | Provas       | Eliminado | Votos         | Colocação Final                        |
| Títulos dos episódios   | Data de exibição     | Recompensa       | Imunidade    | Eliminado | Votos         | Colocação Final                        |
| ----------------------- | -------------------- | ---------------- | ------------ | --------- | ------------- | -------------------------------------- |
| The Marooning           | 31 de Maio de 2000   | Pagong           | Pagong       | Sonja     | 4-3-1         | 1ª Eliminada Dia 3                     |
| The Generation Gap      | 7 de Junho de 2000   | Pagong           | Tagi         | B.B.      | 6-2           | 2º Eliminado Dia 6                     |
| Quest for Food          | 14 de Junho de 2000  | Tagi             | Pagong       | Stacey    | 5-2           | 3ª Eliminada Dia 9                     |
| Too Little, Too Late?   | 21 de Junho de 2000  | Tagi             | Tagi         | Ramona    | 4-2-1         | 4ª Eliminada Dia 12                    |
| Pulling Your Own Weight | 28 de Junho de 2000  | Pagong           | Pagong       | Dirk      | 4-1-1         | 5º Eliminado Dia 15                    |
| Udder Revenge           | 5 de Julho de 2000   | Pagong           | Tagi         | Joel      | 4-2           | 6º Eliminado Dia 18                    |
| The Merger              | 12 de Julho de 2000  | Não Teve         | Greg         | Gretchen  | 4-1-1-1-1-1-1 | 7ª Eliminada Dia 21                    |
| Thy Name is Duplicity   | 19 de Julho de 2000  | Greg             | Gervase      | Greg      | 6-3           | 8º Eliminado 1º Membro do Júri Dia 24  |
| Old and New Bonds       | 26 de Julho de 2000  | Colleen, [Jenna] | Rudy         | Jenna     | 4-3-1         | 9ª Eliminada 2º Membro do Júri Dia 27  |
| Crack In The Alliance   | 2 de Agosto de 2000  | Gervase          | Richard      | Gervase   | 5-2           | 10º Eliminado 3º Membro do Júri Dia 30 |
| Long Hard Days          | 9 de Agosto de 2000  | Sean, [Richard]  | Kelly        | Colleen   | 4-2           | 11ª Eliminada 4º Membro do Júri Dia 33 |
| Death of an Alliance    | 16 de Agosto de 2000 | Kelly            | Kelly        | Sean      | 4-1           | 12º Eliminado 5º Membro do Júri Dia 36 |
| The Final Four          | 23 de Agosto de 2000 | Nenhum           | Kelly        | Susan     | 2-2 2-0       | 13ª Eliminada 6º Membro do Júri Dia 37 |
| The Final Four          | 23 de Agosto de 2000 | Nenhum           | Kelly        | Rudy      | 1-0           | 14º Eliminado 7º Membro do Júri Dia 38 |
| Reunion                 | 23 de Agosto de 2000 | Voto do Júri     | Voto do Júri | Kelly     | 4-3           | 2ª Colocada                            |
| Reunion                 | 23 de Agosto de 2000 | Voto do Júri     | Voto do Júri | Richard   | 4-3           | Último Sobrevivente                    |

No caso de mais de uma tribo ou competidor vencer a recompensa ou imunidade, estes serão listados na ordem de conclusão da prova ou alfabeticamente quando a vitória for em grupo. Nas situações onde um competidor venceu e convidou outros para desfrutarem do seu prêmio, estes estão listados entre chaves.

## Episódios
| N° no geral | N° na temporada | Título (em português)                              | Eliminado(s) | Audiência (em milhões) | Data de transmissão original |  |
| --- | --------------- | -------------------------------------------------- | ------------ | ---------------------- | ---------------------------- |  |
| 01 | 01              | The Marooning (Os Abandonados)                     | Sonja        | 15,5                   | 31 de maio de 2000           |  |
| Prova de Recompensa/Imunidade: No desafio Quest for Fire, as tribos deviam arrastar, dentro do oceano, uma pequena plataforma que sustentava uma pequena fogueira. Enquanto a arrastavam deveriam acender todas as tochas de bambu que delimitavam o percurso. Ao chegarem na praia a pequena plataforma devia ser carregada, suspensa no ar, enquanto a tribo continuava a acender as tochas pelo caminho até chegarem a uma grande estátua de madeira. Com todas as tochas acessas eles deviam, então, acender uma estrutura metálica côncava apoiada nos braços da estátua. A primeira tribo a acendê-la ganhava imunidade e a recompensa. - Recompensa: Fósforos à prova d´água - Tribo Vencedora: Pagong Dezesseis competidores começaram a aventura de suas vidas. Eles foram divididos em duas tribos de oito integrantes cada e, após isso, partiram para as praias onde iriam habitar durante os próximos dias: Tagi localizada a duas horas do ponto de partida e Pagong localizada a três. Na tribo Tagi, Rudy tentou tomar o comando de seu grupo, mas acabou irritando a todos. Desorientados, ninguém sabia o que começar a fazer até que Richard iniciou um discurso motivador que funcionou perfeitamente, pois, assim que terminou todos começaram a trabalhar na construção do abrigo. Na tribo Pagong, B.B. assumiu a liderança do grupo. Na praia Tagi, Sonja cortou sua perna esquerda, mas Sean conseguiu tratar o ferimento com os materiais que tinham à disposição no acampamento e Stacey se irritou com Rudy e queria eliminá-lo, devido a sua maneira autoritária de lidar com os outros. Na prova combinada por recompensa e imunidade, Pagong venceu após Sonja cair na água, durante o percurso atrassando toda sua tribo. Com a derrota Tagi teve que comparecer ao Conselho Tribal no qual Sonja foi considerada o membro mais fraco da tribo e eliminada com 4-3-1 votos. |                 |                                                    |              |                        |                              |  |
| 02 | 02              | The Generation Gap (O Conflito de Gerações)        | B.B.         | 18,10                  | 7 de junho de 2000           |  |
| Prova de Imunidade: No desafio Buggin´ out cada competidor recebeu uma larva e devia comê-la. Caso algum membro se recusasse a comer a tribo perdia a prova automaticamente. - - Tribo Vencedora: Tagi Na tribo Pagong, as pessoas começaram a perceber como elas gostavam de B.B. e perceberam, também, que Colleen e Greg estavam se envolvendo romanticamente. Em Tagi, Richard revelou que era gay e contou algumas de suas histórias de vida. Richard apenas não contou seu segredo para Rudy, pois achou que pela aparência conservadora e por ter sido das forças armadas ele não gostaria de ter Richard por perto pelo fato dele ser homossexual. Greg, descontraído, manteve todos de sua tribo entretidos com seu All New Newly Stranded Survivor Game, paródia de um programa americano. No dia seguinte, B.B. ficou frustrado com sua tribo, pois a maioria deles eram preguiçosos e Ramona estava doente. Na Prova de Imunidade, cada membro da tribo deveria comer uma larva e, na primeira rodada, todos conseguiram comer desta forma, para desempate, as tribos escolheram um membro da tribo adversária para realizar a prova novamente, mas desta vez comendo duas larvas. Pagong escolheu Stacey e Tagi escolheu Gervase. Graças a Stacey, Tagi venceu mandando a tribo Pagong para o Conselho Tribal, no qual B.B. foi eliminado com 6-2 votos. |                 |                                                    |              |                        |                              |  |
| 03 | 03              | Quest for Food (Busca por Comida)                  | Stacey       | 23,25                  | 14 de junho de 2000          |  |
| Prova de Recompensa: Na prova Treasure Chest as tribos deviam nadar até uma boia atrelada a um baú submerso no meio do oceano. Quando todos os membros estivessem com uma mão na boia, eles deviam mergulhar e arrastar o baú até a praia. A primeira tribo com o baú e todos os membros na praia ganhava a recompensa. - Recompensa: Suprimentos de pesca - Tribo Vencedora: Tagi Prova de Imunidade: Na prova Rescue Mission cada tribo deveria construir uma estrutura similar a uma maca e com ela correr através da floresta a procura de um de seus integrantes que, previamente, havia sido escondido pela produção. O competidor escondido estava pendurado em uma árvore por um paraquedas. Quando localizassem este integrante, deveriam desamarrá-lo, atá-lo à estrutura similar à maca e carregá-lo de volta até uma tenta de primeiros socorros construída na praia. A primeira tribo que completasse essa sequência de eventos ganhava a imunidade tribal. - - Tribo Vencedora: Pagong Na tribo Tagi, Stacey ainda queria eliminar Rudy e tentou criar uma aliança feminina para isso, mas Susan não quis fazer parte deste plano. Em Pagong, Greg e Colleen encontraram um grande poço de lama e levaram todos da tribo para aproveitá-lo. Na Prova de Recompensa, Tagi venceu e pode levar os suprimentos de pesca para o acampamento. Novamente em Pagong, famintos, todos se viram obrigados a comer ratos para conseguirem forças e permanecer no jogo, incluindo os hesitantes Gervase e Ramona que estavam com nojo de comer. Em Tagi, Dirk irritou a todos com suas pregações e sua Bíblia. Pagong venceu a Prova de Imunidade e enviou a tribo Tagi para o Conselho Tribal, onde Stacey foi eliminada por 5-2 votos, mas não sem antes mencionar que eles haviam-na enganado e mudado seus votos na última hora. |                 |                                                    |              |                        |                              |  |
| 04 | 04              | Too Little, Too Late?                              | Ramona       | 24,20                  | 21 de junho de 2000          |  |
| - Prova de Recompensa: Os competidores tiveram que fazer, em suas respectivas praias, um sinal de socorro. O objetivo era fazer o sinal mais visível que pudesse ser visto de um avião. - Recompensa: Espreguiçadeira, toalhas, travesseiros além de dois itens adicionais escolhidos por cada tribo - Tribo Vencedora: Tagi - Prova de Imunidade: Este desafio consiste em um revezamento de cinco etapas. O primeiro membro de cada tribo deve nadar até uma bóia no oceano, mergulhar e recuperar um mapa dentro de uma garrafa. O segundo membro, de posse do mapa na garrafa, deve cruzar uma ponte flutuante até chegar a um barco onde, juntamente com o terceiro membro, deve remar até a praia. O quarto integrante deve pegar a garrafa, quebrá-la, decifrar o mapa e, seguindo as orientações, se embrenhar na floresta a procura de uma escada de cordas e uma chave. Para a etapa final, os dois integrantes remanescentes devem localizar e cavar atrás de um baú enterrado. Ganha a imunidade a primeira tribo que desenterrar o baú, levá-lo até a linha de chegada e destrancá-lo com a chave localizada no meio da floresta. - - Tribo Vencedora: Tagi Em Pagong, Ramona começou a se sentir melhor depois de ter passado os últimos dias doente e começou a trabalhar no acampamento, mas Jenna disse que era muito tarde para ela começar a mudar e a ajudar a tribo. Em Tagi, Sean e Dirk estavam ocupados tentando pescar, mas estavam sem sorte. Sean também tentou construir uma pista de boliche na praia para passarem o tempo e, Kelly, Richard, Rudy e Susan solidificaram uma aliança. Na Prova de Imunidade, Gervase teve problemas e ficou desorientado na selva, acarretando na derrota de Pagong que foram enviados ao Conselho Tribal no qual Ramona foi eliminada por 4-2-1 votos. |                 |                                                    |              |                        |                              |  |
| 05 | 05              | Pulling Your Own Weight (Puxando Seu Próprio Peso) | Dirk         | 23,98                  | 28 de junho de 2000          |  |
| - Prova de Recompensa: As tribos devem escolher três membros para participar de uma disputa de tiros dividido em três rodadas distintas cada uma com um dispositivo diferente. A primeira rodada consiste em tiro com zarabatana, o segundo turno arremesso com estilingue e a terceira rodada arremesso de lança. - Recompensa: Frutas e galinhas - Tribo Vencedora: Pagong - Prova de Imunidade: Neste desafio uma pessoa de cada tribo rema um barco ao redor de boias dispostas no oceano. A cada boia percorrida o competidor deve recolher um membro de sua tribo à espera na água. A primeira tribo que recolher todos os membros de volta à terra ganha a imunidade - - Tribo Vencedora: Pagong Em Tagi, Dirk e Sean ainda tentavam pescar (sem sucesso) ao invés de ajudar no acampamento. Susan disse a eles que isso era inútil já que eles gastavam tanto tempo e energia e não pescavam nada. Em Pagong, todos se sentiam vulneráveis por sua tribo estar ficando cada vez menor. Na Prova de Recompensa, Joel ajudou Pagong a vencer conseguindo arremessar sua lança mais longe após duas rodadas de empate. Dirk e Sean começaram a ajudar no acampamento, mas já era tarde para mudar a imagem que a tribo tinha construído deles. Novamente em Pagong, eles decidiram manter as galinhas conquistadas na vitória do último desafio para que elas pudessem botar ovos. Na Prova de Imunidade, Gervase surpreendeu a todos e ajudou sua tribo a vencer derrotando Kelly, instrutora de rafting, em seu elemento. Kelly que já contava vantagem antes do início do desafio, ficou desolada ao ser derrotada "por um cara que não sabe nem nadar". No Conselho Tribal de Tagi, Dirk foi eliminado por 4-1-1 votos. |                 |                                                    |              |                        |                              |  |
| 06 | 06              | Udder Revenge                                      | Joel         | 24,50                  | 5 de julho de 2000           |  |
| - Prova de Recompensa: Um de cada vez, cada membro da tribo deve correr até uma área de atividade militar abandonada, composta por vários barracões, onde estavam escondidos três pares de diferentes itens (um abridor de latas, uma faca e um capacete do exército). Ganha a recompensa a primeira tribo que obtiver todos os seus itens (sem duplicação) e trazê-los, um a um, até a linha de partida. - Recompensa: Comida enlatada e chocolate em barra - Tribo Vencedora: Pagong - Prova de Imunidade: Ambas as tribos correm através de um percurso de obstáculos do Exército. Os dois primeiros membros de cada tribo na disputa percorrem a primeira etapa de obstáculos e se encontram, no meio do percurso, com mais dois membros de sua tribo. A partir deste ponto, eles devem transpor um obstáculo quebra-cabeça e correrem para a linha de chegada. A primeira tribo que cruzar a linha com seus quatro integrantes ganha a imunidade. - - Tribo Vencedora: Tagi Ambas as tribos estavam se questionando como seria a fusão tribal que deveria ocorrer nos próximos dias. Em Tagi, eles estavam com medo de chegar em menor número e, portanto, em desvantagem em relação aos adversários. Em Pagong, Joel se sentia confiante já que eles estavam em maior número. Colleen achava que Joel era um idiota porque eles ainda não haviam se fundido e restava um desafio de imunidade antes disto e eles ainda poderiam perder essa vantagem. Gervase ofendeu as garotas dizendo que elas eram mais burras do que uma vaca. Em Tagi, Richard começou a andar pelado pelo acampamento. Na Prova de Recompensa, Richard trouxe um item errado e isto custou a vitória para sua tribo. Em Pagong, Gervase tentou formar uma aliança com Joel e se livrar das garotas, enquanto isso, Joel começou a dar ordens pelo acampamento e irritando todas as garotas da tribo. Na Prova de Imunidade, Tagi, em uma disputa muito apertada, conquistou a vitória e se livrou de um novo Conselho. No Conselho de Pagong, as garotas com a ajuda de Greg conseguiram se livrar de Joel. |                 |                                                    |              |                        |                              |  |
| 07 | 07              | The Merger (A Fusão)                               | Gretchen     | 24,50                  | 12 de julho de 2000          |  |
| - Prova de Imunidade: Todos os dez competidores devem permanecer submersos no oceano pelo maior tempo que conseguirem. Os três que conseguirem prender a respiração por mais tempo seguem para a última etapa da prova na qual devem soltar boias presas em uma escada submersa. O primeiro competidor que soltar todas as suas boias ganha imunidade. - - Vencedor da Imunidade: Greg No dia seguinte, após Pagong ter eliminado Joel, uma pessoa de cada tribo visitou o acampamento adversário e, após esta visita, se reuniram para decidir qual acampamento era melhor para viverem. Jenna foi para o acampamento Tagi e Joel para o Pagong. Após algum tempo de visita, eles se reuniram em um lugar neutro (um banco de areia) para decidirem onde ficariam e qual o nome da nova tribo fundida. Eles foram recebidos com um banquete que incluía lagosta e vinho e passaram a noite toda em um abrigo coberto e com camas. No dia seguinte, Jenna e Sean decidiram que a tribo fundida habitaria o acampamento Tagi e a batizaram de Rattana. Pagong pegou seu itens e se mudaram para a praia Tagi. Com os dez reunidos todos comemoram , com exceção de Rudy, que estava irritado por causa da população que havia dobrado repentinamente. Greg ganhou a primeira imunidade individual, após uma disputa acirrada com Sean. No Conselho Tribal, os cinco Pagongs mais Sean votaram individualmente e espalharam seus votos, enquanto o quarteto de Tagi composto por Kelly, Richard, Rudy e Susan permaneceu junto e eliminou Gretchen por 4-1-1-1-1-1-1 votos. |                 |                                                    |              |                        |                              |  |
| 08 | 08              | Thy Name Is Duplicity (Teu Nome é Duplicidade)     | Greg         | 26,15                  | 19 de julho de 2000          |  |
| - Prova de Recompensa: Cada competidor deve atirar em um alvo usando arco e flecha. O competidor que atirar sua flecha mais próximo do centro do alvo ganha a recompensa. - Recompensa: Assistir a um vídeo gravado por seus familiares e gravar uma mensagem para ser enviada para estes. - Vencedor da Recompensa: Greg - Prova de Imunidade: Cada competidor, atado a um corda, deve localizar os postos de controle na ordem em que estes estão numerados (1 a 6) e, em cada posto de controle, coletar um mosquetão colorido. Após coletar todos os seis mosquetões o competidor deve localizar e cruzar a linha de chegada. - - Vencedor da Recompensa: Gervase No acampamento, os membros remanescentes da tribo Pagong sentiam-se vulneráveis pela tribo Tagi ter eliminado sua líder, Gretchen. Susan declarou que achava que Jenna ia ser muito chata, mas depois de um tempo percebeu que ela não era tão chata assim. Richard começou a se preocupar com quem votou nele no último Conselho Tribal. No desafio de recompensa, Jeff mostrou a todos um trecho do vídeo que era a recompensa do próximo desafio, exceto para Jenna, pois a produção não recebeu nenhum vídeo dos familiares dela. Greg foi o primeiro a atirar e, após uma rodada ganhou a recompensa, já que ninguém fez uma marca melhor que a dele. Ele assistiu ao vídeo caseiro de sua irmã e mandou um de volta para ela. Rudy achou que poderia haver algum comportamento incestuoso entre Greg e sua irmã. Jenna estava frustrada por perder o desafio e a recompensa e, ao invés de assistir a um vídeo de Greg, continuou a praticar com o arco e flecha, sempre acertando o alvo mais próximo do que o ponto de Greg. As pessoas começaram a perceber que Richard gostava de Greg devido à forma como ele estava jogando o jogo e Greg percebeu que Richard era um competidor muito forte no jogo. Gervase ganhou imunidade e no Conselho Tribal, o quarteto Tagi, Jenna e Sean, com sua estratégia de votar por ordem alfabética, eliminaram Greg com 6-3 votos.                                   |                 |                                                    |              |                        |                              |  |
| 09 | 09              | Old and New Bonds (Velhos e Novos Laços)           | Jenna        | 27,18                  | 26 de julho de 2000          |  |
| Os competidores começaram a perceber que ninguém votaria em Richard enquanto este estivesse pescando peixes para a tribo. Na hora de assar os peixes, Rudy não fez um fogo quente o suficiente para o preparo e eles não foram assados adequadamente, em uma segunda tentativa de prepará-los o fogo estava quente demais e acabou queimando-os. Na Prova de Recompensa, Jenna fazia questão de ganhá-la já que foi a única a não notícias da família na última recompensa, mas a decisão ficou entre Colleen e Kelly, com uma vitória muito apertada de Colleen. Após a prova, Jeff anunciou que Colleen poderia escolher mais uma pessoa para desfrutar da recompensa com ela e a jovem, imediatamente, escolheu Jenna. De volta à praia, depois da Prova de Recompensa, Richard celebrou seu aniversário usando seu "terno de aniversário". Ele passou o dia todo nu, o que incomodou alguns de seus companheiros de tribo, principalmente Jenna e Colleen. Na Prova de Imunidade Rudy sobrepujou Sean e ganhou a prova. |                 |                                                    |              |                        |                              |  |
| 10 | 10              | Crack In the Alliance                              | Gervase      | 27,41                  | 2 de agosto de 2000          |  |
| |                 |                                                    |              |                        |                              |  |
| 11 | 11              | Long Hard Days                                     | Colleen      | 28,00                  | 9 de agosto de 2000          |  |
| |                 |                                                    |              |                        |                              |  |
| 12 | 12              | Death of an Alliance                               | Sean         | 28,67                  | 16 de agosto de 2000         |  |
| |                 |                                                    |              |                        |                              |  |
| 13 | 13              | The Final Four                                     | Susan Rudy   | 51,69                  | 23 de agosto de 2000         |  |
| |                 |                                                    |              |                        |                              |  |

## Histórico de Votação
|              |              | Tribos Originais | Tribos Originais | Tribos Originais | Tribos Originais | Tribos Originais | Tribos Originais | Tribo Pós-Fusão | Tribo Pós-Fusão | Tribo Pós-Fusão | Tribo Pós-Fusão | Tribo Pós-Fusão | Tribo Pós-Fusão | Tribo Pós-Fusão | Tribo Pós-Fusão | Tribo Pós-Fusão |
| Episódio #   | Episódio #   | 1                | 2                | 3                | 4                | 5                | 6                | 7               | 8               | 9               | 10              | 11              | 12              | 13              | 13              | 13              |
| ------------ | ------------ | ---------------- | ---------------- | ---------------- | ---------------- | ---------------- | ---------------- | --------------- | --------------- | --------------- | --------------- | --------------- | --------------- | --------------- | --------------- | --------------- |
| Dia #        | Dia #        | 3                | 6                | 9                | 12               | 15               | 18               | 21              | 24              | 27              | 30              | 33              | 36              | 37              | 37              | 38              |
| Eliminado(a) | Eliminado(a) | Sonja            | B.B.             | Stacey           | Ramona           | Dirk             | Joel             | Gretchen        | Greg            | Jenna           | Gervase         | Colleen         | Sean            | Empate          | Susan           | Rudy            |
| Votos        | Votos        | 4–3–1            | 6–2              | 5–2              | 4–2–1            | 4–1–1            | 4–2              | 4–1–1–1–1–1–1   | 6–3             | 4–3–1           | 5–2             | 4–2             | 4–1             | 2–2             | 2–0             | 1–0             |
|              |              |                  |                  |                  |                  |                  |                  |                 |                 |                 |                 |                 |                 |                 |                 |                 |
| Competidor   | Competidor   | Votos            | Votos            | Votos            | Votos            | Votos            | Votos            | Votos           | Votos           | Votos           | Votos           | Votos           | Votos           | Votos           | Votos           | Votos           |
|              | Richard      | Stacey           |                  | Stacey           |                  | Dirk             |                  | Gretchen        | Greg            | Jenna           | Gervase         | Colleen         | Sean            | Susan           | Não votou       |                 |
|              | Kelly        | Rudy             |                  | Rudy             |                  | Dirk             |                  | Gretchen        | Greg            | Sean            | Gervase         | Sean            | Sean            | Richard         | Susan           | Rudy            |
|              | Rudy         | Sonja            |                  | Stacey           |                  | Dirk             |                  | Gretchen        | Greg            | Jenna           | Gervase         | Colleen         | Sean            | Susan           | Susan           |                 |
|              | Susan        | Sonja            |                  | Stacey           |                  | Dirk             |                  | Gretchen        | Greg            | Jenna           | Gervase         | Colleen         | Sean            | Richard         | Não votou       |                 |
|              | Sean         | Sonja            |                  | Stacey           |                  | Rudy             |                  | Colleen         | Greg            | Jenna           | Gervase         | Colleen         | Susan           |                 |                 |                 |
|              | Colleen      |                  | B.B.             |                  | Ramona           |                  | Joel             | Richard         | Jenna           | Richard         | Sean            | Sean            |                 |                 |                 |                 |
|              | Gervase      |                  | B.B.             |                  | Colleen          |                  | Jenna            | Susan           | Jenna           | Richard         | Sean            |                 |                 |                 |                 |                 |
|              | Jenna        |                  | B.B.             |                  | Ramona           |                  | Joel             | Gervase         | Greg            | Richard         |                 |                 |                 |                 |                 |                 |
|              | Greg         |                  | Ramona           |                  | Jenna            |                  | Joel             | Jenna           | Jenna           |                 |                 |                 |                 |                 |                 |                 |
|              | Gretchen     |                  | B.B.             |                  | Ramona           |                  | Joel             | Rudy            |                 |                 |                 |                 |                 |                 |                 |                 |
| Joel         | Joel         |                  | B.B.             |                  | Ramona           |                  | Jenna            |                 |                 |                 |                 |                 |                 |                 |                 |                 |
| Dirk         | Dirk         | Sonja            |                  | Stacey           |                  | Susan            |                  |                 |                 |                 |                 |                 |                 |                 |                 |                 |
| Ramona       | Ramona       |                  | B.B.             |                  | Colleen          |                  |                  |                 |                 |                 |                 |                 |                 |                 |                 |                 |
| Stacey       | Stacey       | Rudy             |                  | Rudy             |                  |                  |                  |                 |                 |                 |                 |                 |                 |                 |                 |                 |
| B.B          | B.B          |                  | Ramona           |                  |                  |                  |                  |                 |                 |                 |                 |                 |                 |                 |                 |                 |
| Sonja        | Sonja        | Rudy             |                  |                  |                  |                  |                  |                 |                 |                 |                 |                 |                 |                 |                 |                 |

| Voto do Júri | Voto do Júri | Voto do Júri |
| Episódio #   | 13           | 13           |
| ------------ | ------------ | ------------ |
| Dia #        | 39           | 39           |
| Finalista    | Kelly        | Richard      |
| Votos        | 4-3          | 4-3          |
|              |              |              |
| Júri         | Votos        | Votos        |
| Rudy         |              | Richard      |
| Susan        |              | Richard      |
| Sean         |              | Richard      |
| Colleen      | Kelly        |              |
| Gervase      | Kelly        |              |
| Jenna        | Kelly        |              |
| Greg         |              | Richard      |

1. ↑  A primeira votação resultou em empate. Pelas regras, uma segunda votação foi realizada na qual os competidores empatados não votariam e os demais deveriam escolher um deles para ser eliminado.
2. 1 2  Richard e Susan não votaram na segunda votação do Conselho Tribal.